# Зеленко, Андрей Жаннович
Андрей Жаннович Зеленко (17 августа 1965, Бердичев, Житомирская область, Украинская ССР — 27 мая 2019) — полковник ВС РФ, Герой Российской Федерации (2000). Заместитель командира авиационной эскадрильи 117-го Берлинского ордена Кутузова III степени военно-транспортного авиационного полка 61-й воздушной армии Военно-транспортной авиации. Военный летчик 1-го класса. Налёт — около 3500 часов, освоил 4 типа самолётов. С 1 апреля 2013 года по 27 мая 2019 года — Военный комиссар Оренбургской области.

## Биография
Родился 17 августа 1965 года в семье офицера (отец — офицер связи Войск Противовоздушной обороны) в городе Бердичев Житомирской области Украины. В детстве переехал с родителями в Таллин, где с отличием окончил среднюю школу, после поступал в авиационное училище, но был отсеян на медкомиссии. Поступил в Таллинский политехнический институт, одновременно учился в местном аэроклубе где летал на планере, прыгал с парашютом. На следующий год вновь предпринял попытку поступить в авиаучилище, и медицинская комиссия признала его годным.
В 1987 году окончил Балашовское высшее военное авиационное училище лётчиков, после чего служил (в должности помощника командира корабля) в Военно-транспортной авиации в Кировабаде, Таганроге, Укурее (Забайкалье), Сеща (Брянская область), Кречевицы (Новгородская область), Оренбурге, Твери и Иваново. В совершенстве освоил несколько типов самолётов (Ан-26, Ил-76). Участвовал в нескольких боевых действиях по восстановлению конституционного порядка. В 1999 году окончил Военно-воздушную академию им. Ю. А. Гагарина.
21 июня 2000 года во время рейса «Махачкала-Астрахань-Новосибирск» на Ил-76, на борту которого находились 220 дагестанских призывников и 12 человек экипажа (по другим данным — 210 призывников, 11 сопровождающих, 11 членов экипажа), на высоте 5000 м возникли неполадки в работе некоторых систем. Через несколько минут вышли из строя почти все системы управления и датчики — отказали насосы подачи топлива из баков левого крыла, произошёл отказ гидросистемы, отказ управления механизацией, отказ шасси. Из-за подачи топлива только из баков одного крыла возник постоянно усиливающийся крен самолёта. Командир экипажа сумел развернуть самолёт к ближайшему аэродрому и около получаса, во время которого возник пожар двигателей левого крыла и отказала система торможения в воздухе, вёл почти неуправляемую машину и сумел зайти на посадку.
Несмотря на то, что взлётно-посадочная полоса была короче, чем требуется для самолётов такого класса, а самолёт из-за отказа систем торможения садился со скоростью,значительно превышающей допустимую, Андрей Зеленко посадил горящую машину на самое начало полосы, чтобы иметь большее время для торможения на земле, параллельно приняв меры для предотвращения паники среди призывников и разъяснения им порядка эвакуации из самолёта, а также распределил силы экипажа и ещё до посадки произвёл открытие люков на выходах из самолёта.
Самолёт, посадочная скорость которого составила около 400 км/ч (по другим данным — 370), вместо обычных 250, проехал полосу и выкатился за её окончание. Сразу после остановки экипаж произвел эвакуацию всех пассажиров. Андрей Зеленко покинул самолёт последним, так как лично убедился, что никого в нём не осталось, и только успел отбежать на безопасное расстояние, как лайнер взорвался. Ни один человек не получил никаких травм. Причиной аварии позже было названо короткое замыкание в одном из силовых кабелей самолёта.
Указом Президента Российской Федерации № 1534 от 19 августа 2000 года за мужество и героизм, проявленные при выполнении воинского долга подполковнику Зеленко Андрею Жанновичу присвоено звание Героя Российской Федерации с вручением медали «Золотая Звезда».
После этого Герой продолжил службу в ВВС РФ, в августе 2003 года был назначен командиром 117-го Берлинского военно-транспортного авиационного полка (город Оренбург). В сентябре 2005 года назначен заместителем командира 12-й военно-транспортной авиационной дивизии (город Тверь). С апреля 2007 года полковник Зеленко — командир 610-го Центра боевого применения и переучивания летного состава (ЦБП ПЛС) военно-транспортной авиации (ВТА) РФ в городе Иваново. В 2008 году окончил Московскую академию государственного и муниципального управления. С 2009 года — в запасе.
Работал в ФГУП «Оренбургские авиалинии» инженером по контролю лётной эксплуатации. С 2010 года — депутат Оренбургского городского Совета третьего созыва от «Единой России», занял второе место во внутрипартийном списке кандидатов на должность губернатора Оренбургской области (в итоге от партии был выдвинут занявший первое место на голосовании Юрий Берг, который и стал губернатором). В 2012 году стал участником встречи с представителями общественности по вопросам патриотического воспитания молодёжи. С 1 апреля 2013 года — военный комиссар Оренбургской области. 23 декабря 2013 года принял участие в эстафете олимпийского огня.
Жил в городе Оренбурге. Жена — Валерия Зеленко, медицинский работник), двое сыновей.
Награждён медалями.
Скончался 27 мая 2019 года в городе Оренбурге после тяжёлой продолжительной болезни.

Мемориальная доска в память о А. Ж. Зеленко

## Память
- В июне 2023 года самолёту Ил-76МД, который базируется в 12-й гвардейской военно-транспортной авиационной Мгинской дивизии, присвоили почётное наименование «Андрей Зеленко»[14].
- 27 марта 2020 года лицею № 5 города Оренбурга присвоено имя Андрея Жанновича Зеленко[15].